# If You Love Somebody Set Them Free
If You Love Somebody Set Them Free est le premier single de la carrière solo de Sting, extrait de son album The Dream of the Blue Turtles sorti en 1985.

## Description
Comme la majorité de l'album, la chanson a des influences jazz. Sting l'a composé comme une réponse à Every Breath You Take. 
Le titre a été n°3 dans le Billboard Hot 100.
La chanson a été enregistrée avec le bassiste Darryl Jones, le saxophoniste Branford Marsalis, le clavier Kenny Kirkland et le batteur Omar Hakim.
Le clip vidéo a été enregistré en studio à Paris.